# VUF-8430
VUF-8430 je histaminski agonist koji je selektivan za 4 tip receptora.